# Bulan (Selopampang)
Bulan is een bestuurslaag in het regentschap Temanggung van de provincie Midden-Java, Indonesië. Bulan telt 1429 inwoners (volkstelling 2010).